# Языр

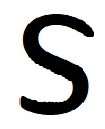
Тамга туркменского племени языр согласно «Родословной туркмен» Абу-л-Гази

Языр (туркм. ýazyr) — историческое туркменское племя, ныне - этнографическая группа в составе туркмен, известная под названием гарадашлы. В прошлом было одним из 24-х самых ранних туркменских (огузских) племен, упоминаемых в трудах целого ряда средневековых историков Востока.

## Происхождение

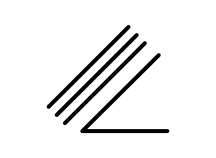
Тамга туркменского племени языр согласно М.Кашгари

Известный историк и государственный деятель Государства Хулагуидов Рашид-ад-Дин в своем произведении Джами ат-Таварих пишет, что племя языр ведет свое происхождение от Языра, одного из двадцати четырех внуков древнего родоначальника туркмен (огузов) Огуз-хана, а имя его означает «много стран будет у него». Хивинский хан и историк Абуль-Гази в своем историческом труде Родословная туркмен упоминает племя языр среди 24-х древних туркменских племен, а значение названия племени переводит как «старший в иле». О язырах как одном из древних туркменских племен также пишут такие средневековые историки как Салар Баба и Языджы-оглы.

Известный советский историк и археолог С. П. Толстов отождествляет туркменское племя языр с сакским племенем асов-алан.
«Языры обнаруживают несомненное ономастическое сходство с именем ясов-алан. Однако, этого было бы, конечно, мало для сколько-нибудь достоверных выводов. Напомню, однако, что в исторических источниках, языры явно выступают как крайнее юго-западное племя огузов и до их переселения в область Дуруна живут, видимо, в районе Южного Устюрта и Мангышлака, то есть там, где Аль-Бируни локализует аланов и асов, говоривших еще в начале XI в. на смешанном „хорезмийско-печенежском“ языке. Это делает ономастическую связь уже важным историко-этнографическим документом.»
Тамга племени языр в виде латинской буквы S обнаружена на статуэтках в Алтын-депе (2 тыс. до н. э., Южный Туркменистан) и на статуэтках в Древнем Мерве (2 тыс. до н. э.), а также на монетах, найденных при раскопках городища Аяз-Кала (Узбекистан) на территории древнего Хорезма, в слоях, датируемых I-II вв. н.э., что соответствует Кушанскому периоду. 
В позднем средневековье, часть племени языр перешла на самоназвание гарадашлы, а их потомки в настоящее время проживают в Дашогузском велаяте Туркменистана, а также в Турции.

## Топонимика
В Ахалском велаяте Туркменистана сохранились руины крупного средневекового города ремесленников Так-Языр, в котором проживали туркмены из племени языр. Данное поселение впервые упоминается в XI веке в работе Махмуда аль-Кашгари Диван Лугат ат-Турк. В Балканском велаяте Туркменистана, в долине реки Сумбар имеется крепость Языр-гала, которое в средневековье принадлежала племени языр.
В иле (области) Газиантеп Турции есть город Языр, который был основан в средние века племенем языр, переселившимся с территории Туркменистана. Всего на территории Турции сохранилось 19 топонимов, носящих имя племени языр, причем в XVI в. их было 24.